# Semiothisa ochrata
Semiothisa ochrata là một loài bướm đêm trong họ Geometridae.